# Romat
Romat (ros. Ромат) – kazachskie przedsiębiorstwo farmaceutyczne z siedzibą w Pawłodarze.
Spółka została założona w 1992, jej działalność koncentrowała się głównie na opracowywaniu i produkcji leków przeciw gruźlicy, a także produktach higieny osobistej, produkcji strzykawek i żywności dla niemowląt, zatrudniała około 1200 osób.
W strukturze holdingu Romat znajdowały się 3 fabryki, sieć dystrybucji obejmująca 18 oddziałów na terenie Kazachstanu oraz sieć detaliczna obejmująca ponad 40 aptek, rozwijano również partnerstwo z podmiotami zagranicznymi.
W 2012 poinformowano o budowie nowych zakładów farmaceutycznych w ramach współpracy z FAVEA Europe mających spełniać międzynarodowe standardy GMP.
W 2016 Sąd Gospodarczy zatwierdził upadłość przedsiębiorstwa.